# 巴恩斯嶺

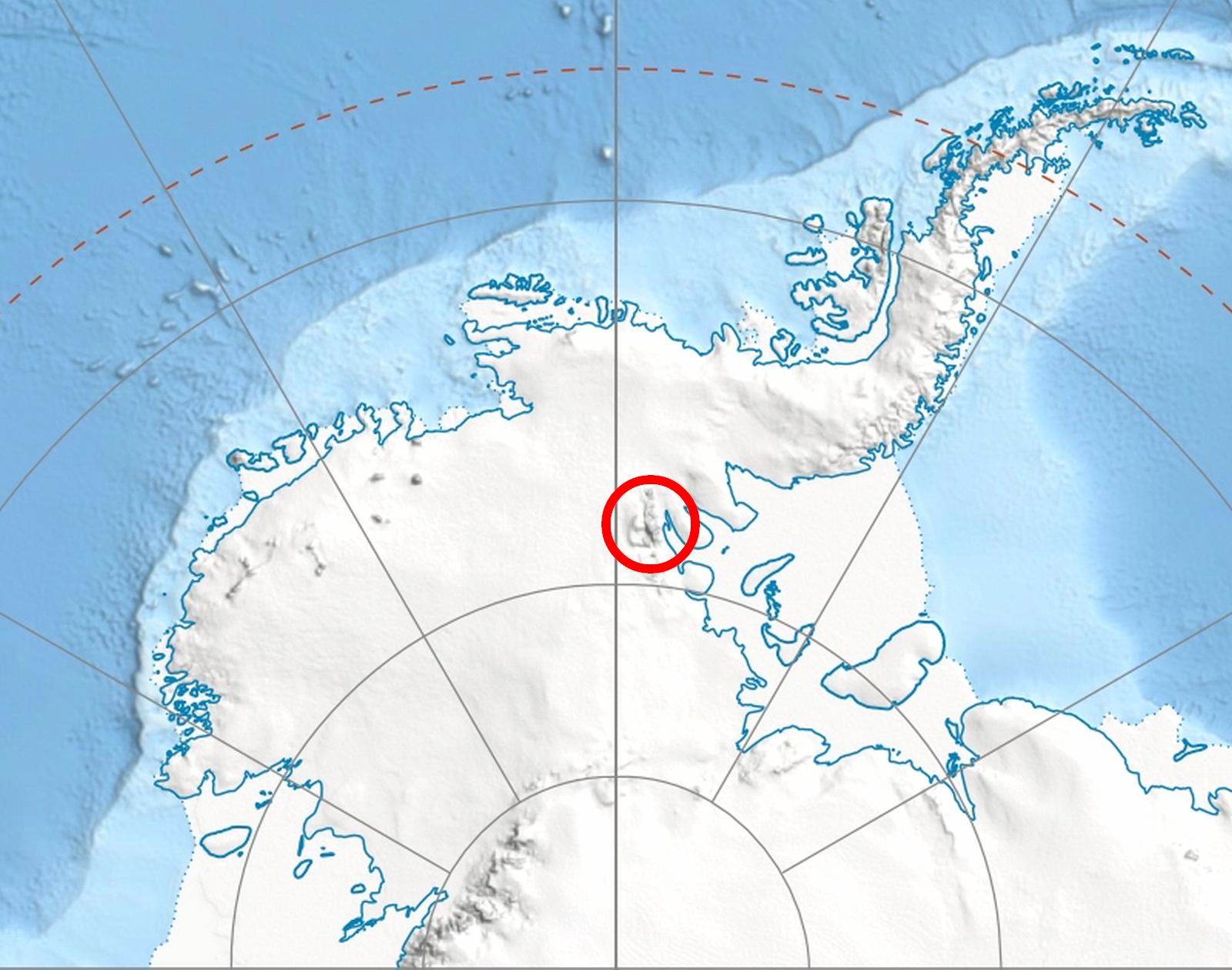

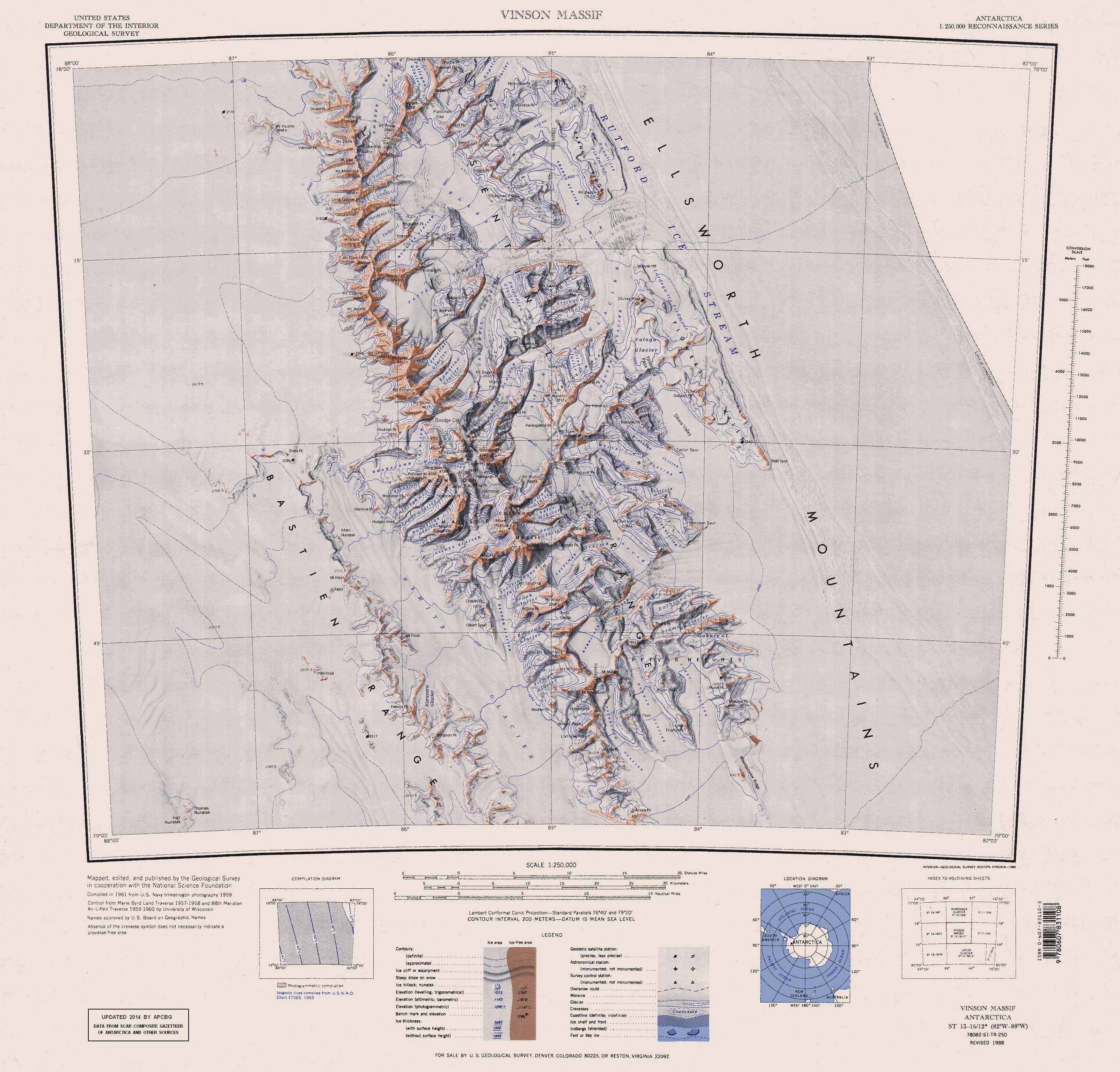

巴恩斯嶺（英語：Barnes Ridge）是南極洲的山嶺，位於埃爾斯沃思地，屬於埃爾斯沃思山脈中森蒂納爾嶺的一部分，全長13公里，最高點海拔高度1,200米，根據美國地質調查局的測量和美國海軍的空中照片被繪入地圖。

## 外部連結
- SCAR Composite Antarctic Gazetteer（页面存档备份，存于）.

78°8′S 84°50′W / 78.133°S 84.833°W